# Carmen José
Carmen José (* 25. Juli 1991 in Valencia) ist eine spanische bildende Künstlerin.

## Leben
Carmen José studierte zwei Jahre Freie Kunst an der Universität Complutense in Madrid. 2012 kam sie nach Deutschland und setzte ihr Studium an der Kunsthochschule Kassel im Fach Visuelle Kommunikation mit dem Schwerpunkt Illustration und redaktionelle Gestaltung fort. Nach dem Abschluss startete sie 2018 eine postgraduierte Ausbildung für Education in Arts am Piet Zwart Institute in Rotterdam.
Sie arbeitet seit 2014 als freiberufliche Illustratorin, Grafikerin und Kunstpädagogin.
2014 gründete sie mit Kathi Seemann an der Kunsthochschule Kassel das Papiercafé, einen Verkaufsraum und Veranstaltungsort, in dem junge Künstlerinnen und Künstler ihre Arbeiten präsentieren können.

## Publikationen
- Triadic. Archive Books, Kassel, Germany 2018, ISBN 978-3-943620-80-1, S. 384 (Visuelle Notizen von Carmen José; Redaktion: Sepake Angiama, Clare Butcher, Alkisti Efthymiou, Anton Kats, Arnisa Zeqo).
- Carmen José: Triadic. Rotopol, Kassel, Germany 2018, ISBN 978-3-940304-14-8, S. 6.
- Carmen José: ALLÍ : HIER. Rotopol & Barbara Fiore Editora, Kassel 2017, ISBN 978-3-940304-25-4, S. 80 (deutsch, spanisch).
- Miguel Puche und Carmen José: El árbol de los sueños. Rotopol, 2017, ISBN 978-84-697-4230-3, S. 6.
- Carmen José: Cafetera (Zine). Selbstveröffentlich.
- Carmen José: Vetiveria, in: Raus. Rein. Texte und Comics zur Geschichte der ehemaligen Kolonialschule in Witzenhausen. Hrsg.: Marion Hulverscheidt, Hendrik Dorgathen. Avant Verlag, 2016, ISBN 978-3-945034-50-7.
- Emily Roberts und Carmen José: Souvenir (Zine). Selbstveröffentlich.
- Carmen José: Der blühende Garten. Selbstveröffentlich, 2014.
- Carmen José: Guía de conservación, manipulación y exposición. Fundación Mapfre, 2014, ISBN 978-84-9844-458-2, S. 121.

## Auszeichnungen
- 2014: Max-und-Moritz-Preis für die beste studentische Arbeit, die Zeitschrift „Triebwerk“ (Universität Kassel) mit Arbeiten von u. a. Carmen José
- 2015: Preis für Dickköpfigkeit der Kunsthochschule Kassel für das Projekt Papiercafé